# Gozdna železnica Črnomelj–Golobinjek na Rogu
Gozdna železnica Črnomelj - Golobinjek na Rogu je bila prometna pot za prevoz lesa iz gozdov pod Golobinjekom v Kočevskem Rogu do žage v Črnomlju.
Gozdno železnico so zgradili leta 1929, obratovala pa je do 1936.
Trasa proge je potekala od žage pri železniški postaji v Črnomlju proti severozahodu mimo naselja Talčji Vrh in Rožič Vrh pod vznožje hriba Sredgora (668 mnm) do zaselka Ponikve zahodno od Mirne gore (1047 mnm). V bližini Sredgore, južno od naselja Planina, so zaradi neugodnega in strmega terena postavili tirno samotežno spuščalko. Spuščalka je bila dolga 580 m in je imela spodnjo postajo med nekdanjima zaselkoma Topoličica in Lahinja. Spuščalko so domačini imenovali s popačenim nemškim imenom »bremzberg«. Pri zgornji postaji »bremzberga« so zgradili leseno lopo-kurilnico za oskrbo parne lokomotive. Od kurilnice je proga potekala dalje v roške gozdove pod Golobinjek. Proga se je končala 7 km od zgornje postaje »bremzberga«, vzhodno od kote 949 mnm. Tu so postavili tudi vodni zbiralnik za napajanje lokomotive.
Celotna proga s tirno širino 60 cm je imela dva odseka je bila dolga 25,5 km. Na progi so obratovale 3 parne lokomotive; število vagončkov, ki so obratovali na progi, ni znano.
Običajna kompozicija gozdnega vlaka je štela šest do osem vagončkov, ki so bili speti po dva skupaj ali pa so obratovali kot »gipi«. Vagončki so bili večinoma leseni. Naložili so lahko od 10 do 12 m³ drv ali 7 do 10 m³ bukove hlodovine, odvisno od dolžine hlodov. Smrekovino so nakladali kot dolžinski les, in jo naložili od 12 do 15 m³ na vagon. Tako je lahko ena kompozicija prepeljala do 90 m³ drv ali do 70 m³ tehnišnega lesa.
Poleg strojevodje in kurjača so vlak spremljali še zavirači. Pri vožnji navzdol je bila njihova naloga zavirari vagone, saj zavore lokomotive niso zadostovale za zaviranje celotn vlakovne kompozicije. Zavirali so po občutku, in sicer toliko da kompozicija ne bi presegla hitrosti nad 10 km/h. Pri večji hitrosti kompozicije preprosto ne bi bilo mogoče več zavreti in bi nezadržno drvela naprej.

## Delovanje železnice
Zgodaj zjutraj so lokomotivo, ki se je čez noč nahajala v kurilnici, ki so jo z nemško popačenko imenovali »hajchaus« zakurili in se odpeljali z vlakom v gozd pod Golobinjek, tako da je lokomotiva vagončke rinila v gozd. Tu so vagončke naložili z lesom in jih odpeljali proti zgornji postaji tirne spuščalke, kjer se je začelo spuščanje do spodnje postaje spuščalke.
Samotežna tirna spuščalka je bila grajena po zgledu podobnih, ki so tedaj obratovale v Bosni.
Na zgornji in spodnji postaji spuščalke so delali po trije delavci. Vsak z lesom naložen vagonček so spuščali posebej. Naprava je delovala tako, da je teža polnega vagončka potegnila navzgor drug prazen vagonček. Oba vagončka sta bila privezana na jekleno vrv, ki se je navijala oziroma odvijala na dveh navijalnih kolutih, zgornjem in spodnjem. Pri vsakem navijalnem kolutu je bil zavirač, ki je s pritegovanjem in popuščanjem zavore uravnaval hitrost spuščajočega oziroma dvigajočega se vagončka. Spuščalka je bila tirničnega tipa. Vagončka, ki sta vozila drug proti drugemu, sta se na sredini srečala, zato je bilo tu napravljeno tirno izogibališče, ki so ga imenovali »veksel«. Pod spuščalko je bil slepi tir, za parkirajne praznih vagončkov. Spuščene naložene vagončke pa so spodaj sestavili v kompozicijo in jih odpeljali na žago v Črnomelj.
Poseben problem je predstavljal prevoz lokomotive z zgornjega dela proge, kadar je le ta morala zaradi rednih vzdrževalnih del ali popravil v Črnomelj. Najprej so natančno pregledali jeklenico samotežne spuščalke, nato so lokomotivo privezali na jeklenico. Na spodnji postaji so za protiutež privezali več polno naloženih vagončkov. Nato se je pričelo počasno in previdno spuščanje lokomotive v dolino. Podobno so lokomotivo tudi vrnili na zgornjo progo.
Gozdna železnica je prenehala obratovari leta 1936. Progo se demontirali in prodali. Po 2. svet. vojni so zgradili gozdno cesto Otovec - zaselek Sredgora. Cesta prečka spuščalko »bremzberg«, kjer so napravili iz kosa tirnice, kolesa vagončka in praga spominsko obeležje z napisom »Bremzberg«.